# J'Jシリーズ
J'Jシリーズは、日本テレビ他で毎週月曜25:29 - 25:59（毎週火曜午前1:29 - 1:59、JST）に放送されていた旅番組のシリーズである。2012年1月2日の「山下智久・ルート66〜たった一人のアメリカ」を皮切りに3か月に1回旅人とタイトルを変えて放送している。J'Jとは、J's Journey（ジャニーズジャーニー）の略である。

## シリーズタイトル・内容
| 放送期間                | タイトル                                                                   | 主な行き先                           | 交通手段             | 出演者                                                                |
| ----------------------- | -------------------------------------------------------------------------- | ------------------------------------ | -------------------- | --------------------------------------------------------------------- |
| 2012年 1月2日 - 3月26日 | 山下智久・ルート66〜たった一人のアメリカ                                   | シカゴ〜サンタモニカ                 | シボレーC20          | 山下智久 トークのみリリー・フランキー                                 |
| 7月2日 - 9月24日        | J'J Kis-My-Ft2 北山宏光 ひとりぼっちインド横断 バックパックの旅            | デリー→ジャイサルメール〜コルカタ    | 自由                 | 北山宏光 トークのみ天野ひろゆき（キャイ〜ン）、ナオト・インティライミ |
| 10月1日 - 12月17日      | J'J Hey! Say! JUMP 髙木雄也&知念侑李 ふたりっきり フランス縦断各駅停車の旅 | パリ〜ニース                         | 電車（各駅停車のみ） | 髙木雄也、知念侑李 トークのみ薮宏太、八乙女光                         |
| 2013年 1月7日 - 3月25日 | J's Journey 滝沢秀明 南米縦断 4800km                                       | サンティアゴ（チリ）〜リマ（ペルー） | ジープ               | 滝沢秀明 トークのみ今井翼                                             |
| 4月1日 - 6月17日        | J'J A.B.C-Z オーストラリア縦断 資金0円ワーホリの旅                         | オーストラリア                       | キャンピングカー     | A.B.C-Z                                                               |
| 10月7日 - 12月23日      | J'sティーチャー Kis-My-Ft2 藤ヶ谷太輔 極東ロシアを行く                     | ロシア                               |                      | 藤ヶ谷太輔                                                            |

## 主なスタッフ
- 演出：石村修司、吉原利一
- 編成企画：植野浩之
- プロデューサー：佐藤英
- ディレクター：平野真一
- チーフプロデューサー：鈴江秀樹
- 協力：ジャニーズ事務所
- 制作協力：読売映像
- 企画制作：日本テレビ
- 製作著作：(番組名)製作委員会